# Блага (Јаши)
Блага (рум. Blaga) насеље је у Румунији у округу Јаши у општини Скиту-Дука. Oпштина се налази на надморској висини од 323 m.

## Становништво
Према подацима из 2002. године у насељу је живело 128 становника, од којих су сви румунске националности.